# 레드윙 작전
레드윙 작전(영어: Operation Redwing)은 1956년 5월부터 7월까지 미국이 실시한 17차례의 핵실험 시리즈였다. 이 실험은 합동태스크포스 7(JTF7)에 의해 비키니 환초와 에네웨타크 환초에서 수행되었다. 전체 작전은 프로젝트 56에 이어 진행되었고 프로젝트 57에 선행되었다. 주된 목적은 새로운 2세대 수소폭탄을 시험하는 것이었다. 또한 수소폭탄의 1차 기폭 장치로 사용될 핵분열 장치와 방공을 위한 소형 전술 무기도 시험되었다. 레드윙 작전은 체로키 실험에서 미국 최초로 공중 투하 가능한 수소폭탄을 시연했다. 1954년 캐슬 작전의 많은 실험에서 핵출력이 예측보다 훨씬 높았기 때문에, 레드윙 작전은 "에너지 예산"을 사용하여 수행되었다. 즉, 방출되는 총 에너지량에 제한이 있었고, 핵분열량도 엄격하게 통제되었다. 주로 융합 캡슐을 둘러싼 천연 우라늄 탬퍼의 "고속" 핵분열은 열핵 장치의 수율을 크게 증가시키고, 낙진의 대부분을 구성한다. 핵융합은 비교적 깨끗한 반응이기 때문이다.
모든 폭발은 다양한 아메리카 원주민 부족의 이름을 따서 명명되었다.

## 레드윙 시리즈 실험
| 이름     | 날짜 시간 (세계시)         | 현지 시간대  | 위치 | 표고 (높이) + 높이                | 전달 목적            | 장치                  | 핵출력  | 낙진 | 참조                                | 비고 |
| -------- | -------------------------- | ------------ | --- | --------------------------------- | -------------------- | --------------------- | ------- | ---- | ----------------------------------- | --- |
| 라크로스 | 1956년 5월 4일 18:25:29.9  | MHT (11 hrs) | 루닛(이본), 에네웨타크 환초 북위 11° 33′ 14″ 동경 162° 20′ 53″ / 북위 11.55392° 동경 162.34808°            | 2 m (6 ft 7 in) + 5 m (16 ft)     | 건조 표면, 무기 개발 | TX-39 1차 기폭 장치   | 40 kt   |      | [ 3 ] [ 4 ] [ 5 ] [ 6 ] [ 7 ]       | TX-39의 모형. 캑터스 돔 옆 루닛 섬에 직경 600 ft (180 m)의 눈에 띄는 분화구를 남겼다. |
| 체로키   | 1956년 5월 20일 17:50:38.7 | MHT (11 hrs) | 나무(찰리), 비키니 환초 북위 11° 44′ 23″ 동경 165° 20′ 23″ / 북위 11.73973° 동경 165.33985°                | 0 + 1,320 m (4,330 ft)            | 자유 낙하, 무기 개발 | TX-15-X1              | 3.8 Mt  |      | [ 3 ] [ 5 ] [ 6 ] [ 7 ] [ 8 ] [ 9 ] | 미국 최초의 공중 투하 가능한 열핵 장치. 항법 오류로 인해 무기가 조준 지점(나무)에서 4 mi (6.4 km) 벗어나 효과 데이터 수집이 무효화되었고, 보호받지 못한 군인들은 원래 등을 돌리도록 배치되었던 폭발에 직면하게 되었다. 공군은 이 오발을 공개한 실험 기술자를 1등 공군 사병 잭슨 H. 킬고어로 식별하고 질책했다. 효과 실험이었지만, 열핵무기 투하 준비 상태에 대한 국제적인 정치적 선언이기도 했다. |
| 주니     | 1956년 5월 27일 17:56:00.3 | MHT (11 hrs) | 에닌멘(타레), 비키니 환초 북위 11° 30′ 12″ 동경 165° 22′ 14″ / 북위 11.50325° 동경 165.37049°              | 2 m (6 ft 7 in) + 3 m (9.8 ft)    | 건조 표면, 무기 개발 | Mk-41 바순            | 3.5 Mt  |      | [ 3 ] [ 5 ] [ 6 ] [ 7 ]             | 3단계 장치의 첫 실험. 납 탬퍼를 사용한 깨끗한 버전으로 85% 융합; 테와는 같은 폭탄의 더러운 버전이다. 이 디자인은 미국에서 가장 큰 배치 폭탄인 Mk-41로 발전했다. |
| 유마     | 1956년 5월 27일 19:56:??   | MHT (11 hrs) | 아오몬(샐리), 에네웨타크 환초 북위 11° 36′ 56″ 동경 162° 19′ 10″ / 북위 11.61569° 동경 162.31935°          | 2 m (6 ft 7 in) + 60 m (200 ft)   | 탑, 무기 개발        | 스위프트              | 190 t   |      | [ 3 ] [ 4 ] [ 5 ] [ 6 ] [ 7 ]       | 현재까지 가장 작고(5 in (130 mm) 직경), 가장 가벼운(96 lb (44 kg)) 방공 탄두로, 부스팅된 비대칭 선형 내파 장치이다. 부스팅이 작동하지 않아 실패했다. |
| 이리     | 1956년 5월 30일 18:15:29.3 | MHT (11 hrs) | 루닛(이본), 에네웨타크 환초 북위 11° 32′ 24″ 동경 162° 21′ 29″ / 북위 11.53999° 동경 162.35793°            | 2 m (6 ft 7 in) + 90 m (300 ft)   | 탑, 무기 개발        | TX-28C 1차 기폭 장치  | 14.9 kt |      | [ 3 ] [ 5 ] [ 6 ] [ 7 ]             | TX-28C("clean"을 위한) 열핵 폭탄의 부스팅된 1차 기폭 장치 실험. |
| 세미놀   | 1956년 6월 6일 00:55:30.0  | MHT (11 hrs) | 보콘(아이린), 에네웨타크 환초 북위 11° 40′ 20″ 동경 162° 12′ 37″ / 북위 11.67226° 동경 162.210367°         | 2 m (6 ft 7 in) + 2 m (6 ft 7 in) | 건조 표면, 무기 개발 | TX-28 1차 기폭 장치   | 13.7 kt |      | [ 3 ] [ 5 ] [ 6 ] [ 7 ]             | 지하 핵 실험을 시뮬레이션하기 위해 물탱크에서 폭발했다. 직경 660 ft × 32 ft (201.2 m × 9.8 m)의 분화구를 남겼다. |
| 블랙풋   | 1956년 6월 11일 18:26:00.3 | MHT (11 hrs) | 루닛(이본), 에네웨타크 환초 북위 11° 32′ 46″ 동경 162° 21′ 09″ / 북위 11.54598° 동경 162.35252°            | 2 m (6 ft 7 in) + 60 m (200 ft)   | 탑, 무기 개발        |                       | 8 kt    |      | [ 3 ] [ 6 ] [ 7 ]                   | 소형 방공 시제품. 직경 11.5 in (290 mm)의 거의 최소 직경 구형 내파 시스템. |
| 플랫헤드 | 1956년 6월 11일 18:26:00.1 | MHT (11 hrs) | 북동 라군, 비키니 환초 북위 11° 36′ 00″ 동경 165° 27′ 05″ / 북위 11.6° 동경 165.4514°                      | 0 + 4.5 m (15 ft)                 | 바지선, 무기 개발    | TX-28S                | 365 kt  |      | [ 3 ] [ 5 ] [ 6 ] [ 7 ]             | TX-28S("salted"를 위한) 실험, 의도적으로 오염된 높은 낙진, 73% 핵분열. |
| 키카푸   | 1956년 6월 13일 23:26:??   | MHT (11 hrs) | 아오몬(샐리), 에네웨타크 환초 북위 11° 36′ 56″ 동경 162° 19′ 10″ / 북위 11.61569° 동경 162.31935°          | 2 m (6 ft 7 in) + 90 m (300 ft)   | 탑, 무기 개발        | 스왈로우              | 1.5 kt  |      | [ 3 ] [ 4 ] [ 5 ] [ 6 ] [ 7 ]       | 선형 내파, 방공 탄두 실험. |
| 오세이지 | 1956년 6월 16일 01:13:53.1 | MHT (11 hrs) | 루닛(이본), 에네웨타크 환초 북위 11° 32′ 37″ 동경 162° 21′ 15″ / 북위 11.54374° 동경 162.35408°            | 0 + 210 m (690 ft)                | 자유 낙하, 무기 개발 | XW-25                 | 1.7 kt  |      | [ 3 ] [ 5 ] [ 6 ] [ 7 ]             | XW-25의 증명 실험. |
| 잉카     | 1956년 6월 21일 21:26:??   | MHT (11 hrs) | 루조루(펄), 에네웨타크 환초 북위 11° 37′ 42″ 동경 162° 17′ 18″ / 북위 11.62831° 동경 162.28828°            | 2 m (6 ft 7 in) + 60 m (200 ft)   | 탑, 무기 개발        | XW-45 스완            | 15.2 kt |      | [ 3 ] [ 4 ] [ 5 ] [ 6 ] [ 7 ]       | XW-45로 발전한 전술 탄두 실험. |
| 다코타   | 1956년 6월 25일 18:06:00.2 | MHT (11 hrs) | 북동 라군, 비키니 환초 북위 11° 36′ 10″ 동경 165° 27′ 05″ / 북위 11.6028° 동경 165.4514°                   | 0 + 2 m (6 ft 7 in)               | 바지선, 무기 개발    | TX-28C                | 1.1 Mt  |      | [ 3 ] [ 5 ] [ 6 ] [ 7 ]             | XW-28C의 시제품. 1958년부터 1990년까지 미국에서 가장 다재다능하고 널리 사용된 디자인이 되었다. |
| 모호크   | 1956년 7월 2일 18:06:??    | MHT (11 hrs) | 에비리루(루비), 에네웨타크 환초 북위 11° 37′ 38″ 동경 162° 17′ 38″ / 북위 11.62717° 동경 162.29393°        | 2 m (6 ft 7 in) + 90 m (300 ft)   | 탑, 무기 개발        | 스완/플루트           | 360 kt  |      | [ 3 ] [ 4 ] [ 5 ] [ 6 ] [ 7 ]       | |
| 아파치   | 1956년 7월 8일 18:06:00.2  | MHT (11 hrs) | 엘루겔라브(플로라), 에네웨타크 환초 북위 11° 39′ 52″ 동경 162° 11′ 40″ / 북위 11.66451° 동경 162.19446°    | 0 + 2 m (6 ft 7 in)               | 바지선, 무기 개발    | XW-27 / 지더          | 1.9 Mt  |      | [ 3 ] [ 5 ] [ 6 ] [ 7 ]             | 라크로스와 같은 1차 기폭 장치; SSM-N-8 레귤러스 미사일용 XW-27 탄두 시제품. |
| 나바호   | 1956년 7월 10일 17:56:00.3 | MHT (11 hrs) | 북동 라군, 비키니 환초 북위 11° 41′ 15″ 동경 165° 22′ 57″ / 북위 11.68743° 동경 165.38263°                 | 0 + 6 m (20 ft)                   | 바지선, 무기 개발    | TX-21C                | 4.5 Mt  |      | [ 3 ] [ 5 ] [ 6 ] [ 7 ]             | 95% 융합, 1958년까지 발사된 가장 깨끗한 폭발. |
| 테와     | 1956년 7월 20일 17:46:00.0 | MHT (11 hrs) | 유로치 aka 이리오지(도그), 비키니 환초 북위 11° 40′ 44″ 동경 165° 20′ 26″ / 북위 11.67896° 동경 165.34042° | 0 + 4.5 m (15 ft)                 | 바지선, 무기 개발    | Mk-41 ? "바순 프라임" | 5 Mt    |      | [ 3 ] [ 5 ] [ 6 ] [ 7 ]             | 87% 핵분열; 미국 최초의 3단계 장치, 주니에서 시험된 바순의 더러운 버전으로 탬퍼가 변경되었다. Mk-41로 개발되었다. |
| 휴런     | 1956년 7월 21일 18:16:00.1 | MHT (11 hrs) | 엘루겔라브(플로라), 에네웨타크 환초 북위 11° 40′ 19″ 동경 162° 22′ 09″ / 북위 11.6719° 동경 162.3692°      | 0 + 2 m (6 ft 7 in)               | 바지선, 무기 개발    | XW-50 ? 프로토 "에그" | 250 kt  |      | [ 3 ] [ 5 ] [ 6 ] [ 7 ]             | 2단계 열핵폭탄, XW-50 시제품. |

1. ↑  미국, 프랑스, 영국은 자신들의 실험 사건에 코드명을 부여했지만, 소련과 중국은 그러지 않았고, 따라서 실험 번호만 있었다(일부 예외 – 소련의 평화적 폭발은 이름이 있었다). 이름이 고유 명사가 아닌 한 괄호 안의 영어 번역. 숫자 뒤의 대시는 일제사격 사건의 구성원을 나타낸다. 미국은 때때로 그러한 일제사격 실험에서 개별 폭발에도 이름을 부여했는데, 이는 "이름1 – 1(이름2 포함)"로 이어진다. 실험이 취소되거나 중단된 경우, 날짜 및 위치와 같은 행 데이터는 알려진 경우 의도된 계획을 공개한다.
2. ↑  세계시를 표준 현지 시간으로 변환하려면, 세계시에 괄호 안의 시간을 더하고, 현지 서머타임의 경우 1시간을 추가로 더한다. 결과가 00:00보다 빠르면 24시간을 더하고 날짜에서 1을 뺀다. 24:00 이상이면 24시간을 빼고 날짜에 1을 더한다. 모든 역사적 시간대 데이터는 다음에서 파생되었다:
3. ↑  대략적인 지명 및 위도/경도 참조; 로켓 발사 실험의 경우, 알려진 경우 폭발 위치 전에 발사 위치가 지정된다. 일부 위치는 매우 정확하지만, 다른 위치(예: 공중 투하 및 우주 폭발)는 매우 부정확할 수 있다. "~"는 해당 지역의 다른 실험과 공유되는 일반적인 대략적인 위치를 나타낸다.
4. ↑  표고는 해수면을 기준으로 폭발 지점 바로 아래의 지표면 높이이다. 높이는 탑, 풍선, 샤프트, 터널, 공중 투하 또는 기타 장치에 의해 추가되거나 제거된 추가 거리이다. 로켓 폭발의 경우 지표면은 "해당 없음"이다. 어떤 경우에는 높이가 절대적인지 아니면 지표면에 대한 상대적인지 불분명하다(예: 플럼밥/존). 숫자나 단위가 없으면 값이 알 수 없음을 의미하고, "0"은 0을 의미한다. 이 열은 표고와 높이를 합한 값으로 정렬된다.
5. ↑  대기, 공중 투하, 풍선, 포, 순항 미사일, 로켓, 지표, 탑 및 바지선은 모두 부분적 핵실험 금지 조약(PTBT)에 의해 금지된다. 밀봉된 샤프트 및 터널은 지하이며, PTBT에 따라 유용하게 남아 있었다. 의도적인 분화구 생성 실험은 경계선에 있으며, 조약 하에 발생했고, 때로는 항의를 받았으며, 실험이 평화적 사용으로 선언된 경우 일반적으로 간과되었다.
6. ↑  무기 개발, 무기 효과, 안전 실험, 운송 안전 실험, 전쟁, 과학, 공동 검증 및 산업/평화적 사용을 포함하며, 추가로 세분화될 수 있다.
7. ↑  알려진 시험 항목에 대한 지정, "?"는 이전 값에 대한 불확실성을 나타내고, 특정 장치에 대한 별명은 따옴표 안에 있다. 이 정보 범주는 종종 공식적으로 공개되지 않는다.
8. ↑  TNT 환산 톤, 킬로톤, 메가톤으로 추정된 에너지 출력. 1톤의 TNT 환산량은 4.184 기가줄(1 기가칼로리)로 정의된다.
9. ↑  프롬프트 중성자를 제외하고 대기로 방출되는 방사능(알려진 경우). 언급된 경우 측정된 종은 요오드-131 뿐이고, 그렇지 않은 경우 모든 종이다. 항목이 없으면 알 수 없음을 의미하며, 지하인 경우 아마 없을 것이고 그렇지 않으면 "모든" 종일 것이다. 그렇지 않은 경우 현장 내에서만 측정되었는지 또는 현장 밖에서 측정되었는지(알려진 경우) 및 방출된 방사능의 측정량이 명시된다.

## 갤러리

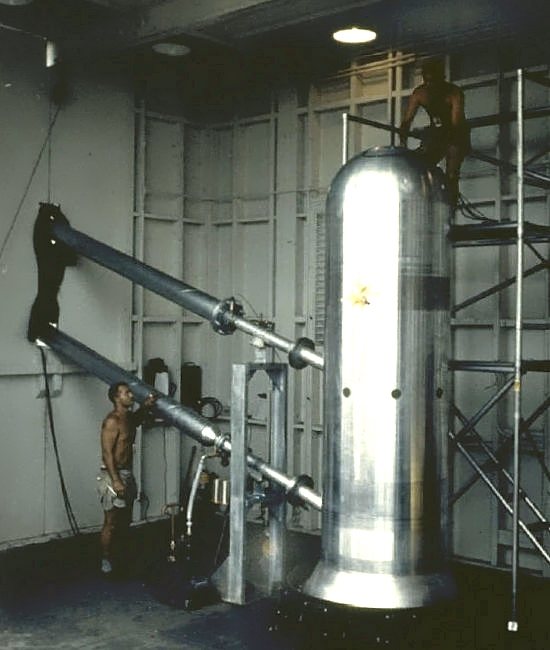
레드윙-테와 장치가 폭발 캐빈 안에 있다.
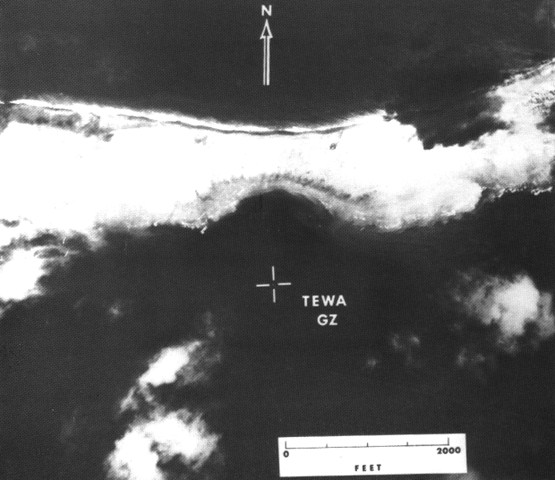
레드윙-테와 실험 분화구.
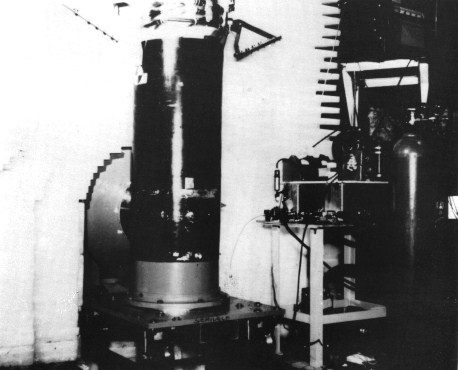
레드윙-세미놀 실험 장치.
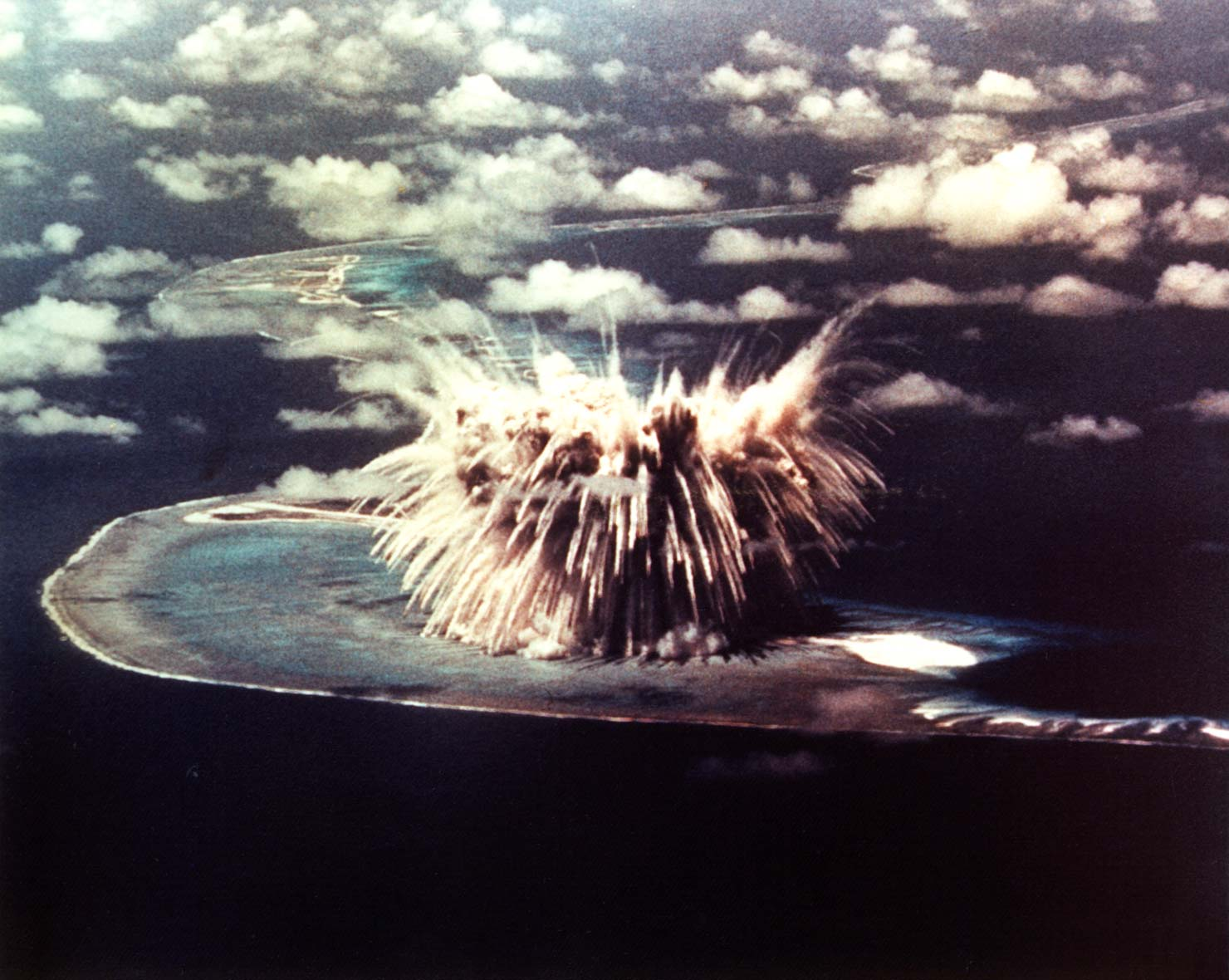
레드윙-세미놀, 13.7킬로톤.
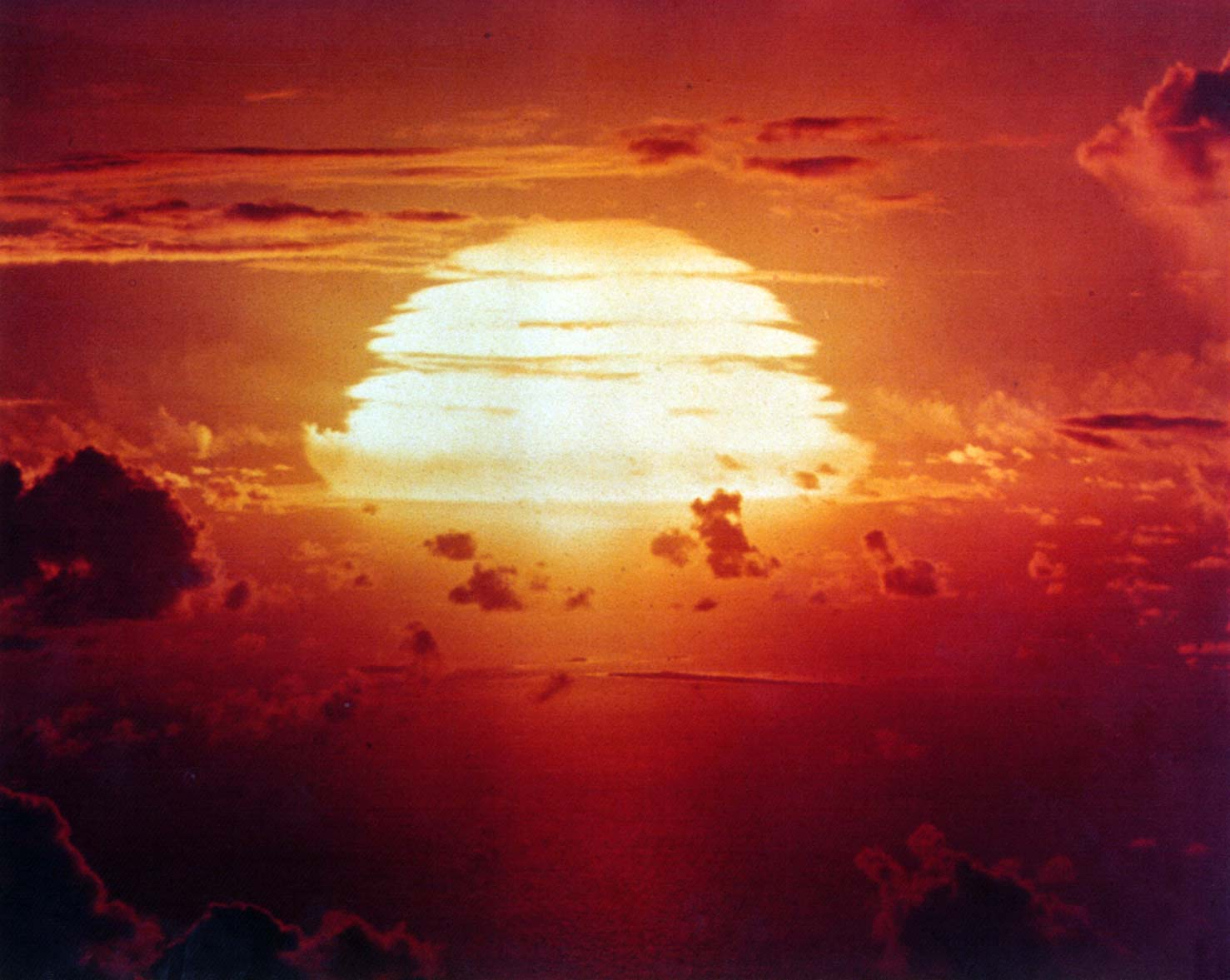
레드윙-아파치, 1.8메가톤.
레드윙-주니, 3.5메가톤.
레드윙-테와, 5메가톤.
레드윙-라크로스, 40킬로톤.
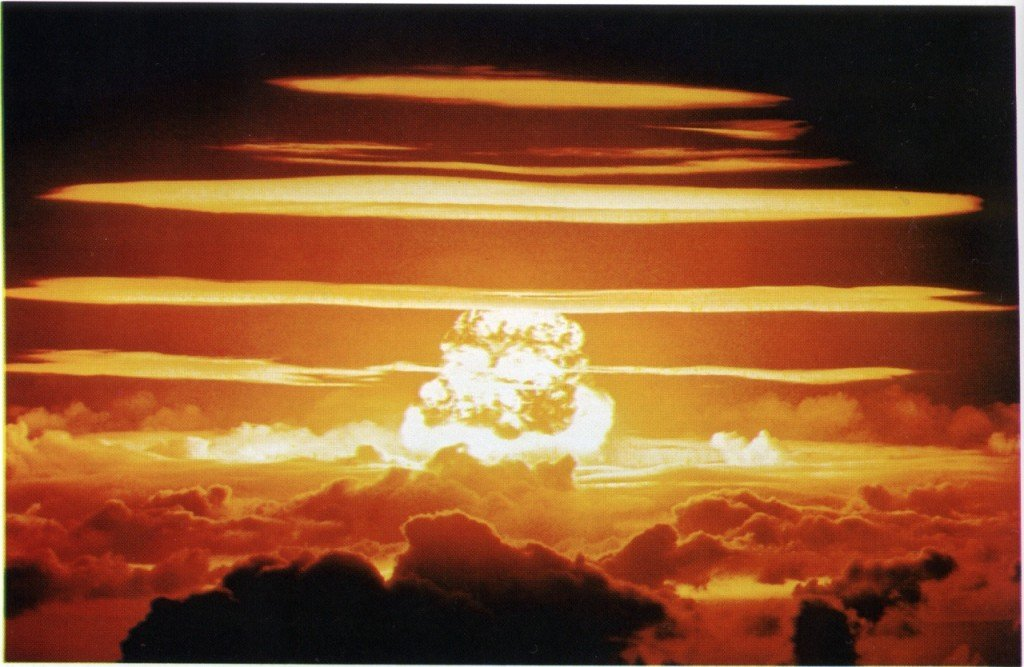
레드윙-다코타, 1.1메가톤.
레드윙-체로키, 3.8메가톤.
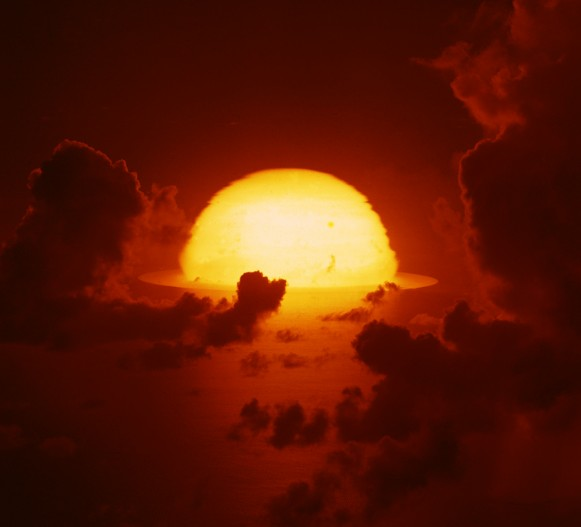
레드윙-휴런, 250킬로톤.